# ويليام براون (لاعب كرة قاعدة)
ويليام براون (بالإنجليزية: William Brown)‏ هو لاعب كرة قاعدة أمريكي، ولد في 1866 في سان فرانسيسكو في الولايات المتحدة، وتوفي في 20 ديسمبر 1897 في فيلادلفيا في الولايات المتحدة.

## وصلات خارجية
- ويليام براون على موقعبيزبول رفرنس.كوم (الدوري الرئيسي) (الإنجليزية)
- ويليام براون على موقعبيزبول رفرنس.كوم (الدوري الثانوي) (الإنجليزية)